# Araneus zygielloides
Araneus zygielloides är en spindelart som beskrevs av Schenkel 1963. Araneus zygielloides ingår i släktet Araneus och familjen hjulspindlar. Inga underarter finns listade i Catalogue of Life.